# Javor klen v Mikulášovicích
Javor klen v Mikulášovicích je památný strom javor klen (Acer pseudoplatanus) v Mikulášovicích v okrese Děčín v Ústeckém kraji. Solitérní strom roste nad levým břehem Mikulášovického potoka, ve svahu nad silnicí u starého, zbořeného hospodářského stavení, v části Dolní Mikulášovice, proti areálu firmy Mikov s.r.o.
Mohutná, bohatě větvená koruna stromu sahá do výšky 21 m, obvod kmene měří 519 cm (měření 2009). Odhadované stáří javoru je 200 let. Je chráněn od roku 1997 jako strom s významným vzrůstem.

## Stromy v okolí
- Wäberova douglaska v Kopci
- Jedle ve Velkém Šenově
- Lípa v Brtníkách